# Прапор Ельзасу
Прапор Ельзасу — прапор регіону Ельзас на північному сході Франції, що межує з Німеччиною і Швейцарією.

## Опис

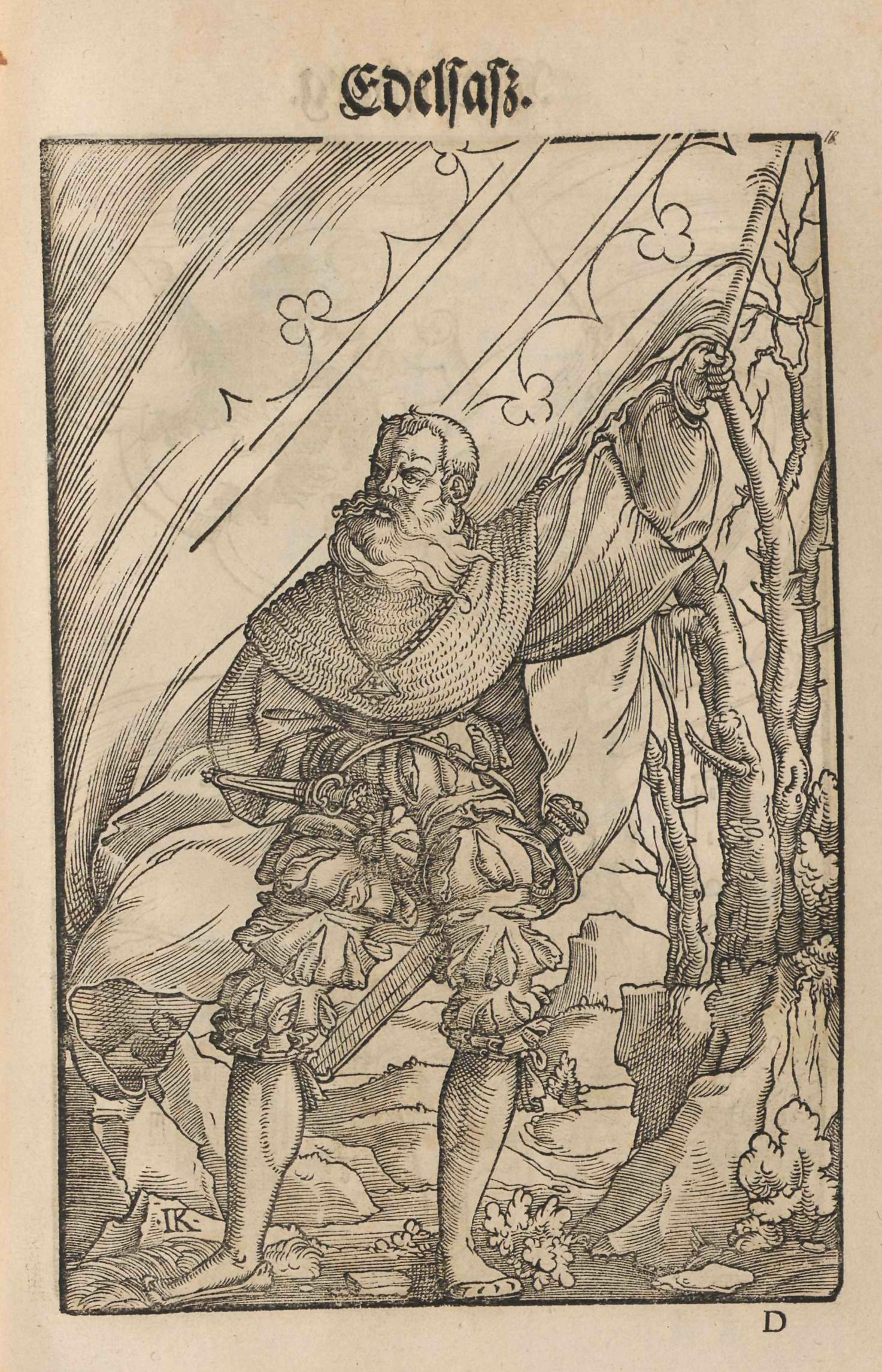
Прапор Нижнього Ельзасу на гравюрі 1545 року

Прапор Ельзасу являє собою червоне знамено з білим мережевим конюшиноподібним перев'язом вліво, супроводжуваний з обох боків трьома жовтими коронами.
Сучасний прапор Ельзасу створений на основі герба, який містить злиті символи Верхнього Ельзасу і Нижнього Ельзасу.
Білий перев'яз прикрашений з обох сторін білим мереживом символізує північну частину регіону.
Вперше символ зустрічається 1262 року на печатці графів Верді. Від початку перев'яз символізував елемент одягу шляхетного лицаря, до якого кріпилася зброя.
Шість золотих корон символізують колишні володіння Габсбургів у південному Ельзасі. Землі Верхнього Ельзасу належать дому Габсбургів від 1130 року. Вибір символів, таких як корони, який датується 1418 роком, відображає сподівання Габсбургів на королівську корону і популярністю культу трьох волхвів на Рейнських землях. 1507 року в оточенні Максиміліана Австрійського, чоловіка Марії Бургундської, згадано, що шість корон символізують шість частин стародавнього королівства Бургундії.
Червоний фон є загальним для старих регіональних і міських гербів Верхнього Ельзасу і Нижнього Ельзасу.
Сучасний прапор замінює старий прапор 1948 року, який містив поєднані елементи давніх гербів.
Геральдичні кольори прапора символізують:
- червоний — хоробрість, мужність, любов, а також кров, пролиту в боротьбі;
- жовтий — знатність, могутність і багатство, а також чесноти: силу, вірність, чистоту, справедливість, милосердя і упокорювання;
- білий — благородство, відвертість, а також чистоту, невинність і правдивість.

Кольори Нижнього Ельзасу пов'язують із традиційним костюмом ельзасців: червоний жилет одягається поверх білої сорочки.

Прапор Нижнього Ельзасу
Прапор Верхнього Ельзасу
Адміністративний прапор Ельзасу (1948—1990)

## Історія

### Середньовіччя
Поєднання червоного і білого кольорів походить із середньовіччя. У ІХ ст. військо першого герцога Лотарингії, Жерара Ельзаського (1024—1070) мало червоно-білі прапори.
У Середньовіччі, герби міст і ельзаський сімей виявляють тенденцію повторення поєднання червоного і білого кольорів ("Рот Wiss"), причому настільки, що їх в той період можна назвати німецькими національними. Регіон, який простягається ві верхнього Рейну до Альп (Ельзас, Баден, Швейцарія, північна і західна Австрія) спостерігається подібне явище.

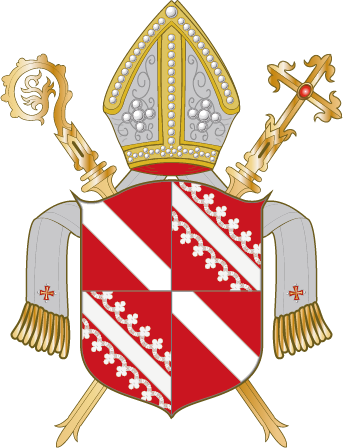
Герб Страсбурзького єпископства
Герб Страсбурґу
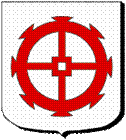
Герб Мюлуза
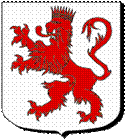
Герб Селести
Герб Енсісайма

Прапор Ельзасу часів середньовіччя та нової доби

Червоно-білий герб єпископа Страсбурґа закріплює використання у регіоні червоно-білих барв. Коли Страсбурґ звільняється від церковної опіки та отримує статус Вільного міста, білий прапор із діагональним червоним перев'язом активно використовується місцевим бюргерством. Кожного року громадяни Імперського Вільного міста Страсбурґа давали свою вірність Конституції міста, біля підніжжя собору міста з використанням червоно-білих прапорів. Ця церемонія тривала до Французької революції 1789 року.
У наприкінці XV і початку XVI століття, червоно-білий стяг майорить під час селянських повстань «Башмака» (Bundschuh). Як можна бачити гравюри 1522 року із зображенням селянського повстання, озброєні селяни к стяг використовують червоно-білі знамена, на яких написано гслозаколоту: "Freyheit".
Пізніше чеовоно-іблий прапор використовується при різних урочистостях, наприклад при візиті Карла X в Нижній Ельзас (1828). Тоді ельзаські прапори разом з французьким триколором прикрашали села, через які проїздив король.

### Другий Німецький рейх

Неофіційний прапор Ельзасу (1872-1912)

Відповідно до Франкфуртського договору (1871) частини Ельзасу і Лотарингії передаються до новоутвореної Німецької імперії. Від 1872 року, на знак окремішньості від влади Німецької імперії, ельзасці почали використовувати червоно-білі прапори. Особливо прапоровий патріотизм зростав під час регіональних свят. Так, червоно-білий прапор став символом регіонального патріотизму, а у середовищі франкомовних ельзасців — незалежності.
На ельзаському діалекті німецької мови червоно-білий прапор називається «Rot un Wiss», що означає «червоний і білий».

Прапор імперської провінції Ельзас-Лотарингії (1891–1918)

На офіційному рівні уряд Німеччини використовував прапор провінції Ельзас-Лотарингії, який був створений на основі імперського прапора із додаванням провінційного герба у кутку біля древка.

Неофіційний прапор Ельзасу (із вексилологічної літератури кін. XIX — поч. ХХ ст.)

У вексилологічній літературі кінця XIX — початку XX століття прапор Ельзасу (райони Верхнього і Нижнього Ельзасу в Німецькій імперії, 1871—1919) був представлений жовто-червоним біколором. Цей новотвір походив від кольорів герба Верхнього Ельзасу. На практиці жовто-червоний прапор ніколи не затверджувався і, на відміну від червоно-білого прапора, не використовувався.
Франкофіли і автономісти були за законодавче закріплення червоно-білого прапора як державного. Їхніми зусиллями біколор був у проекті Конституції провінції 1911 року. Проте, імперський уряд не затвердив таке рішення.
Дискусія про прапор не припинялася ні в середивищі громадськості, ні на офіційному рівні. Так, 1912 і 1913 рр. відбулися нові обговорення у ландтазі між різними політичними фракціями. Альберт Унлгорн опублікував дослідження, де на основі геральдичних традицій вивів стандарт для білого і червоного (для нижнього Ельзасу), червоного і жовтого (для Верхнього Ельзасу), червоного для Лотарингії кольорів.

Прапор Ельзасу-Лотарингії (1912-1914)

Результататом діалогу стало затвердження змін прапора провінції від 25 червня 1912: у червоно-білому двоколорі з'явився новий елемент — жовтий хрест Лотарингії у верхньому куті біля древка. Місцеві органи влади Ельзасу, однак, не завжди виконували подібне нововведення і часто користувалися прапором без хреста.
Остаточно проблема прапора була законсервована з початком Першої світової війни, коли дія Конституції Ельзасу 1911 року, яка містила положення про прапор провінції, була припинена.

### Ельзаська радянська республіка

Прапор Ельзаської радянської республіки (1918)

Коли французи завоювали частину Верхнього Ельзасу в 1916 році, члени самооборони, що відповідали за підтримання порядку, використовували червоно-білий двоколор як символ.
10-22 листопада 1918 року почала формуватися Ельзаська радянська республіка, яка як державний вживала прапор, що був затверджений 1912 року — червоно-біле знамено із жовтим лотаринзьким хрестом.

### Третя Французька республіка

Неофіційний прапор Ельзасу (1919-1940)

Святкування приєднання до Франції відбувалися під червоно-білим біколором та французьким триклором. По цьому, скрізь запанували знамена французів.
Оскільки для нової французької влади державним міг бути тільки французький триколор, на офіційному рівні червоно-білий прапор Ельзасу не затверджувався. Проте, і Республіканський народний союз і Католицька ліга Ельзасу використовували червоно-біле поєднання кольорів у власній символіці. 1922 року, під час загального страйку залізничників Ельзас-Лотарингії майорять саме історичні прапори. Вона з'являється знову на комуністичної зустрічі в Страсбурзі, коли натовп розмахуючи червоно-білими прапорами в переповненій залі, і Чарльз Губер, майбутній мер міста, зазначив: 
|  | Так, це наші кольори, під якими ми завжди ходили в знак протесту проти прусської системи. Ми не виступаємо проти Франції, але це може бути! |

Червоно-білий вінок біля підніжжя статуї Клебер у липні 1924 демонстрував акцію проти світських законів центральної влади. 24 жовтня 1933 католики прикрасили мітинг протесту проти антицерковної політики червоно-білими прапорами з хрестом Лотарингії. Двоколор майорів у демонстраціях і 1936 року.
Так червоно-біле знамено ельзасців у новій країні символізувало опір централізації, автономіські, та, інколи, незалежницькі, настрої.

### Третій Німецький райх
Німецька окупація Ельзасу 1940——1944 року поширила не території регіону нацистську символіку. Ідея регіонального прапора у нацистського режиму (тут спостерігаються спільні тенденції із політикою Третьої республіки) визнання не отримав. Під час звільнення Ельзасу від нацистської окупації, ельзасці вітали солдатів союзників букетами з червоних і білих квітів.

### Четверта і п'ята Французька республіка

Адміністративний прапор Ельзасу (1948—1990)

1948 року був заатверджений прапор адміністрації Ельзасу. Нове знамено було створене на основі історичного герба регіону і об'єднувало малюнки геральдичного поля двох гербів провінцій Верхнього Ельзасу, і Нижнього Ельзасу. Опис: червоне знамено з кроквою кутом догори, яка утворюється білим мережевим лілеєподібним перев'язом зліва та жовтим супроводжуваним з обох боків трьома жовтими коронами перев'язом зправа. Таке поєднання мало підкреслити єдність двочленного регіону, та його новий етап історії. Поява нового прапора пояснювалася подібністю історичного прапора регіону із прапором Монако і Індонезії. Проте, усунення червоно-білого біколора можна пояснити і його популярністю серед автономістського руху ельзасців.

Неофіційний прапор Ельзасу (від 1944)

У 1968 року біколор знову з'явився на вежі собору в Страсбурзі. Ельзасці тримали його і в 1976 році, під час президентства Валері Жискар д'Естена, на відкритті тунелю Санта-Марія. З тих пір цей прапор постійно використовується для демонстрації регіонального патріотизму.

Адміністративний прапор Ельзасу (від 1990)

1990 року на основі нового герба Регіональна рада Ельзасу затвердила новий прапор регіонального союзу.
3 грудня 2007 Постійний комітет Регіональної ради Ельзасу запропонував використовувати червоно-білий прапор як символ для реєстрації транспортних засобів. Сьогодні цей історичний прапор конкурує з новим, малюнок якого скопійований з герба Ельзасу.

## Галерея

Історичний прапор Страсбурґу
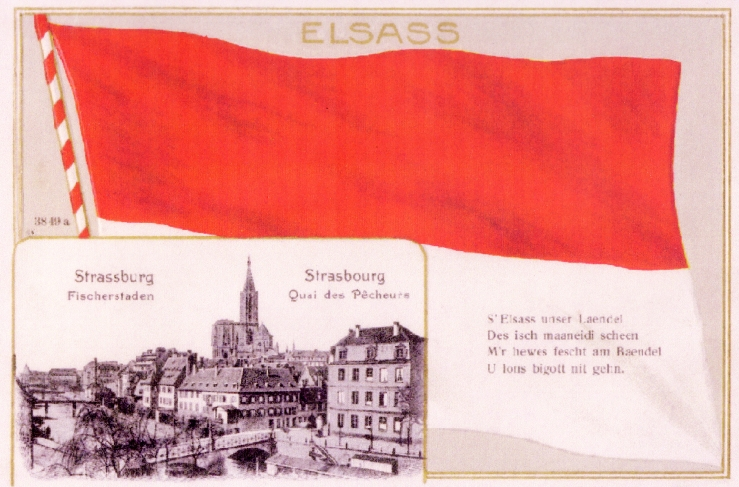
Двомовна листівка початку ХХ століття
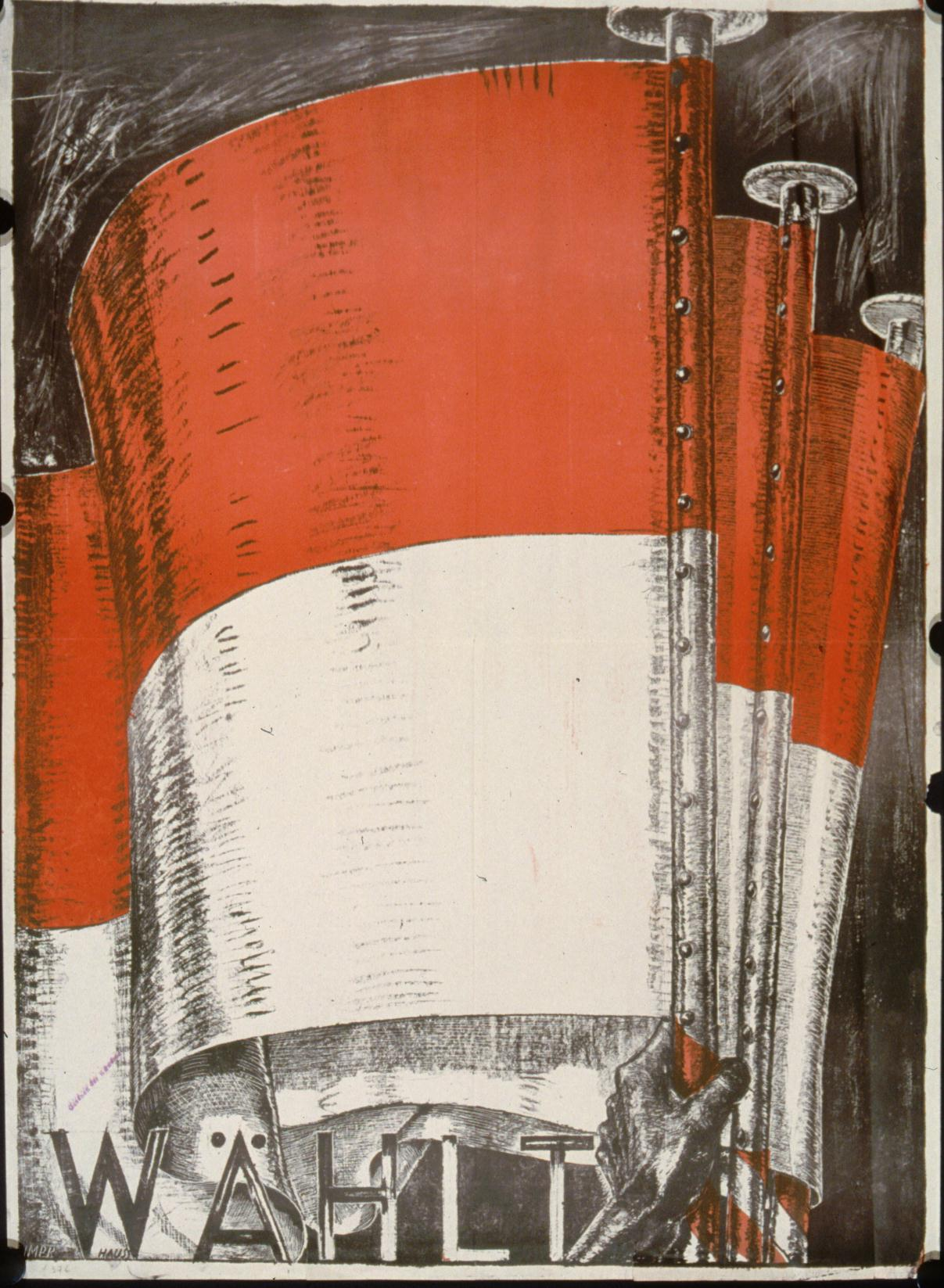
Прапор Ельзасу на політичному плакаті
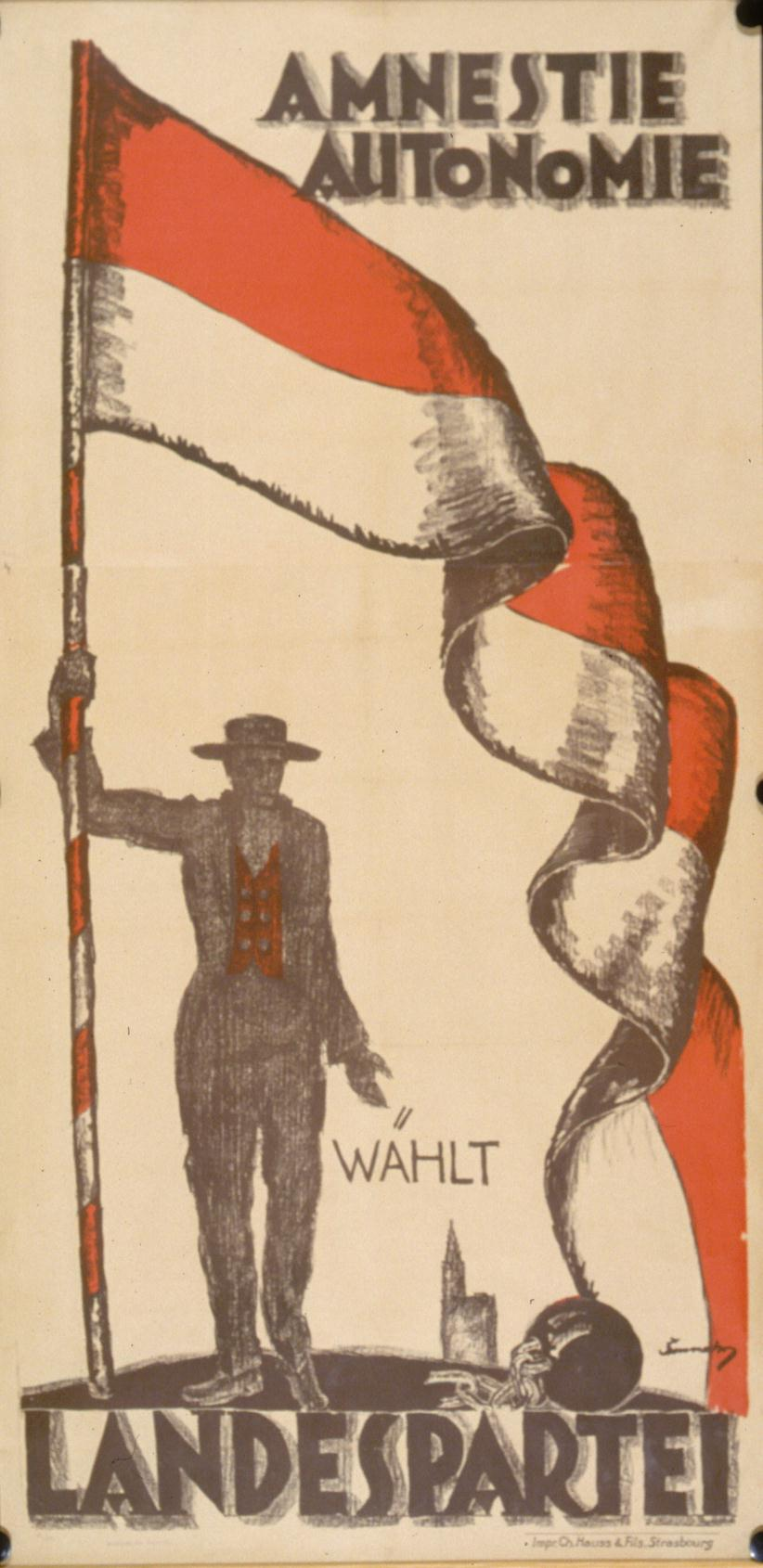
Прапор Ельзасу на політичному плакаті
Прапор Ельзасу на монеті євро (2010)

## Пісня про прапор Ельзасу

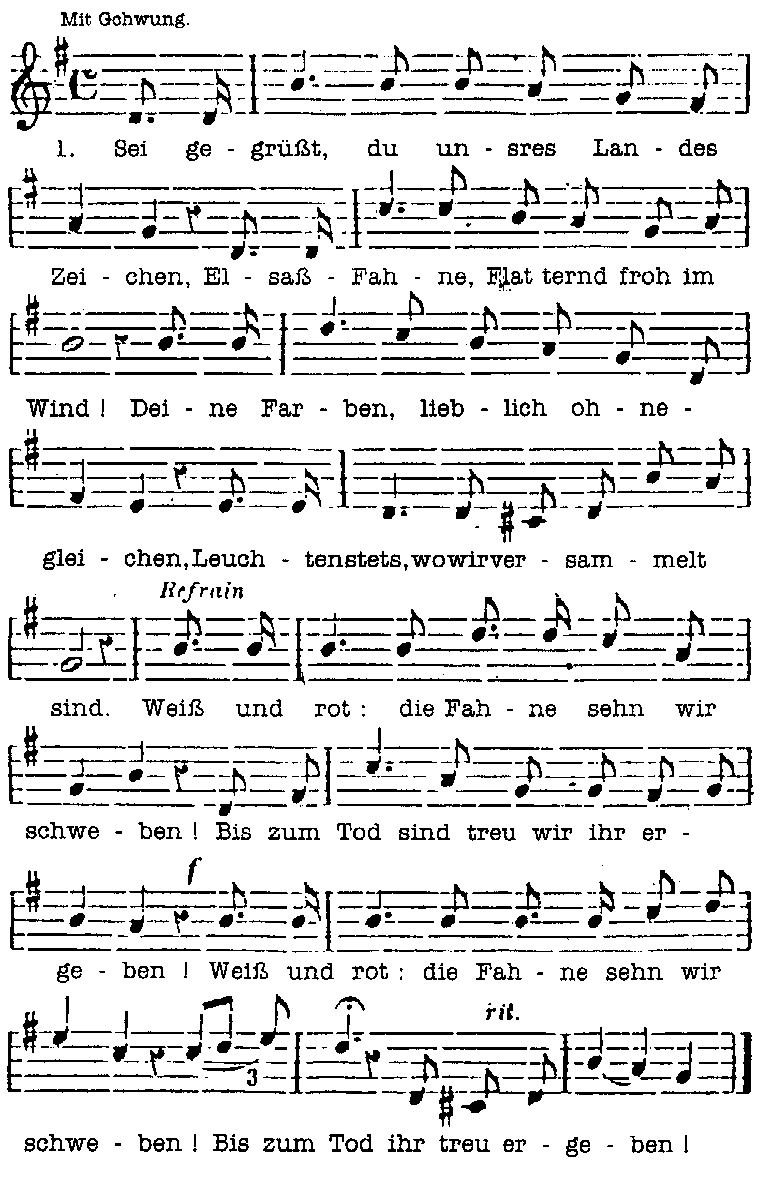
Ноти пісні про прапор Ельзасу

1911 року Еміль Верт написав пісню про прапор Ельзасу (на німецькій мові) "Das Elsässische Fahnenlied":
Das Elsässische Fahnenlied
 Sei gegrüsst, du unsres Landes Zeichen
 Elsass Fahne flatternd froh im Wind
 Deine Farben, lieblich ohnen Gleichen
 Leuchten stets, wo wir versammelt sind
Ref:
 Weiss un rot,
 Die Fahne sehen wir schweben
 Bis zum Tod,
 Sind treu wir ihr ergeben
(bis)
 2. Echt und recht, wie unsre Väter waren
 Wollen wir in Tat und Worten sein
 Unsre Art, wir wollen sie bewahren
 Auch in Zukunft makellos und rein
 3. Und ob Glück, ob Leid das Zeitgetriebe
 Jemals bringe unserm Elsassland
 Immer stehn wir in unentwegter Liebe
 Freudig wir zu ihm mit Herz und Hand
 4. Lasst uns drum auf unsre Fahne schwören
 Brüder ihr vom Wasgau bis zum Rhein
 Niemals soll uns im fremder Hand betören
 Treu dem Elsass wollen stets wir sein
Французька версія пісні:
 1. Soit salué, symbole de notre pays
 Drapeau alsacien flottant joyeusement au vent
 Tes couleurs aimées et sans pareil
 Eclairent ce lieu où nous sommes rassemblés
Ref:
 Rouge et blanc
 Nous voyons le drapeau flotter
 Jusqu'à la mort
 Nous lui serons fidèle
(bis)
 2. Vrais et justes, comme étaient nos ancêtres
 Nous voulons rester dans les paroles et les actes
 Nos traditions, nous voulons les conserver
 Dans un futur clair et sans nuages
 3. Et si la chance ou la peine, le destin
 Nous donne un jour notre Alsace
 Nous resterons fidèlement auprès d'elle
 Heureux, avec le coeur et la main
 4. Laissez nous jurer sur notre drapeau
 Mes frères, des Vosges au Rhin,
 Jamais une main étrangère ne devra nous séduire
 Nous voulons rester fidèles à l'Alsace